# Вісімнадцята династія єгипетських фараонів
XVIII династія (1550—1292 до н. е.) — одна з найвідоміших династій фараонів Стародавнього Єгипту часів Нового царства. Першим фараоном династії став Яхмос І, який вигнав загарбників гіксосів, що правили в державі 120 років.
Війська Яхмоса зуміли захопити місто-фортецю Аваріс, а потім продовжили переслідування гіксосів до кордонів Палестини. Тут Яхмос взяв в облогу важливу в стратегічному плані фортецю Шарухен і під кінець третього року облоги взяв її. Це стало кінцем держави гіксосів, а Яхмос та його нащадки перетворились на завойовників і значно розширили свої землі.
Головними царями завойовниками XVIII-ї династії були Аменхотеп І, що розширив Єгипет в сторону Ефіопії, Тутмос I, що зробив похід в Азію, його дочка Хатшепсут, яка направила експедицію в країну Пунт. Її пасинок Тутмос ІІІ зумів дійти до берегів Тигру і встановив свій вплив в Передній Азії, а його спадкоємці — Аменхотеп II і Аменхотеп ІІІ продовжили завоювання своїх попередників.
Для проведення активної завойовницької політики ще при перших фараонах цієї династії була реорганізована єгипетська армія. У гіксосів єгиптяни перейняли легкі колісниці з екіпажем із двох чоловік. На озброєння були прийняті нові форми мечів: масивний прямий і більш легкий серпоподібний. Для перевезення воїнів та вантажів створили військовий флот.

## Наступні фараони династії

### Аменхотеп І

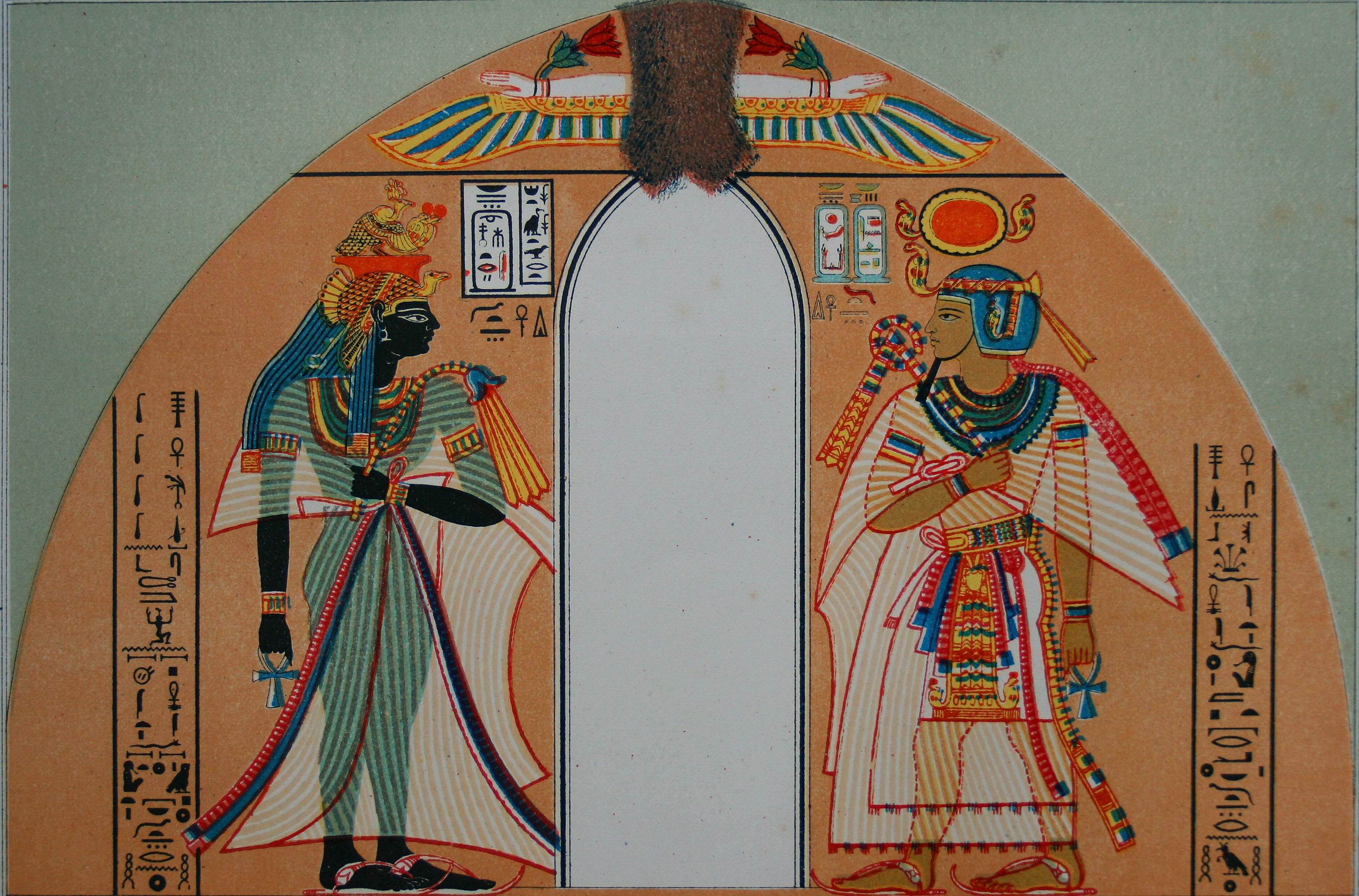
Аменхотеп І з матір'ю

Після смерті Яхмоса до влади прийшов його малолітній син Аменхотеп I Джесеркара. Регенткою при ньому була його мати, дружина Яхмоса I, цариця Яхмес-Нефертарі, одна з найбільших цариць-красунь Єгипту, разом з Нефертарі і Нефертіті.
Подорослішавши, Аменхотеп прагнув проводити активну військову політику, слідуючи стопами свого батька. Він зробив похід до Нубії з метою «розширити межі Єгипту». Встрічене нубійське військо було знищене, командуючий ним вождь був узятий в полон, а воїни захоплені або перебиті. Переслідуючи втікаючих нубійців і їх худобу, Аменхотеп досяг області других нільських порогів, про що свідчить напис від 8-го року правління Аменхотепа на скелі біля острова Уронарті.
Окрім цього, відомо про вдалі походи Аменхотепа проти лівійських племен. Цілком імовірно, що він здійснював і походи до Сирії. В результаті цього до кінця правління царя Єгипет досяг рубежів періоду розквіту Середнього царства — від Синайського півострова на півночі, до Другого Нільського порогу на півдні.
Аменхотеп I помер, не залишивши після себе спадкоємця, тому Яхмос-Нефертарі довелося звести на трон свого зятя, чоловіка своєї дочки Мутнафрут — Тутмоса.

### Тутмос І
З ім'ям Тутмоса І зв'язують початок активної військово-політичної експансії Єгиптом Передньої Азії і Нубії.
На початку правління Тутмоса відбулося загострення в Нубії. Нубійці, скориставшись зміною правителів в Єгипті підняли повстання. На другому році свого правління Тутмос I зібрав армію і відправився усмиряти непокірних південців. Не дивлячись на те, що нубійцям активно допомагали кочівники з пустелі, військо Тутмоса отримало перемогу над повстанцями. Для посилення свого впливу на Нубію Тутмос повелів заснувати тут єгипетську військову фортецю. Проте Тутмос не обмежився утихомиренням повстанців, він пройшовся всією Нубією і добився визнання покірності від всього населення, а також зібрав велику данину з місцевого населення.
Повертаючись назад, Тутмос I встановив біля 3-го нільського порогу тріумфальну стелу, в якій придворні писарі описали потужність фіванського владики, який, за їх словами, був владикою від Томбоса на півдні, до Євфрата на півночі.
Після походу на південь Тутмос вирішив закріпити єгипетське панування в Азії. Він зробив звитяжний набіг на азійські держави, дійшовши до Нахаріни (Мітанні). Найпівнічнішою його точкою проникнення стала «перевернена вода» — річка, що текла, за уявленнями стародавніх єгиптян, не в тому напрямі, в якому потрібно. (У потрібному напрямі, природно, рухався Ніл). Цією річкою був, як вважають єгиптологи, Євфрат. Євфрат, насправді, тече не з півдня на північ, як Ніл, а з півночі на південь. На берегах Євфрату Тутмос повелів встановити свої переможні стели, що відзначають рубежі його імперії.

### Тутмос ІІ
Спадкоємцем Тутмоса I став його син від другорядної дружини — фараон Тутмос II Аахеперенра. У рік його сходження на трон нубійці знов влаштували заколот проти своїх владик-єгиптян. Тутмос II направив в Нубію військо, яке підкорило повсталих, дійшовши до 3-го нільського порогу. Фараон відрізнявся жорстокістю у відношенні до переможених. За його наказом єгипетське військо перебило всіх чоловіків у ефіопських племен. В живих були залишені тільки діти, яких забрали в рабство.
Правління цього фараона не відмічене чим-небудь знаменним. Багато єгиптологів вважають, що цар був вельми хворобливим, з чим, ймовірно, зв'язаний вельми короткий період його правління. Судячи з усього, він правив Єгиптом не більше трьох років, і помер від якоїсь невідомої єгиптологам хвороби. Його спадкоємцем був проголошений малолітній син від наложниці Ісе — Тутмос III.
Через своє малоліття Тутмос III не міг правити самостійно. Реально Єгиптом стала правити дружина Тутмоса II і його рідна сестра — Хатшепсут.

### Хатшепсут

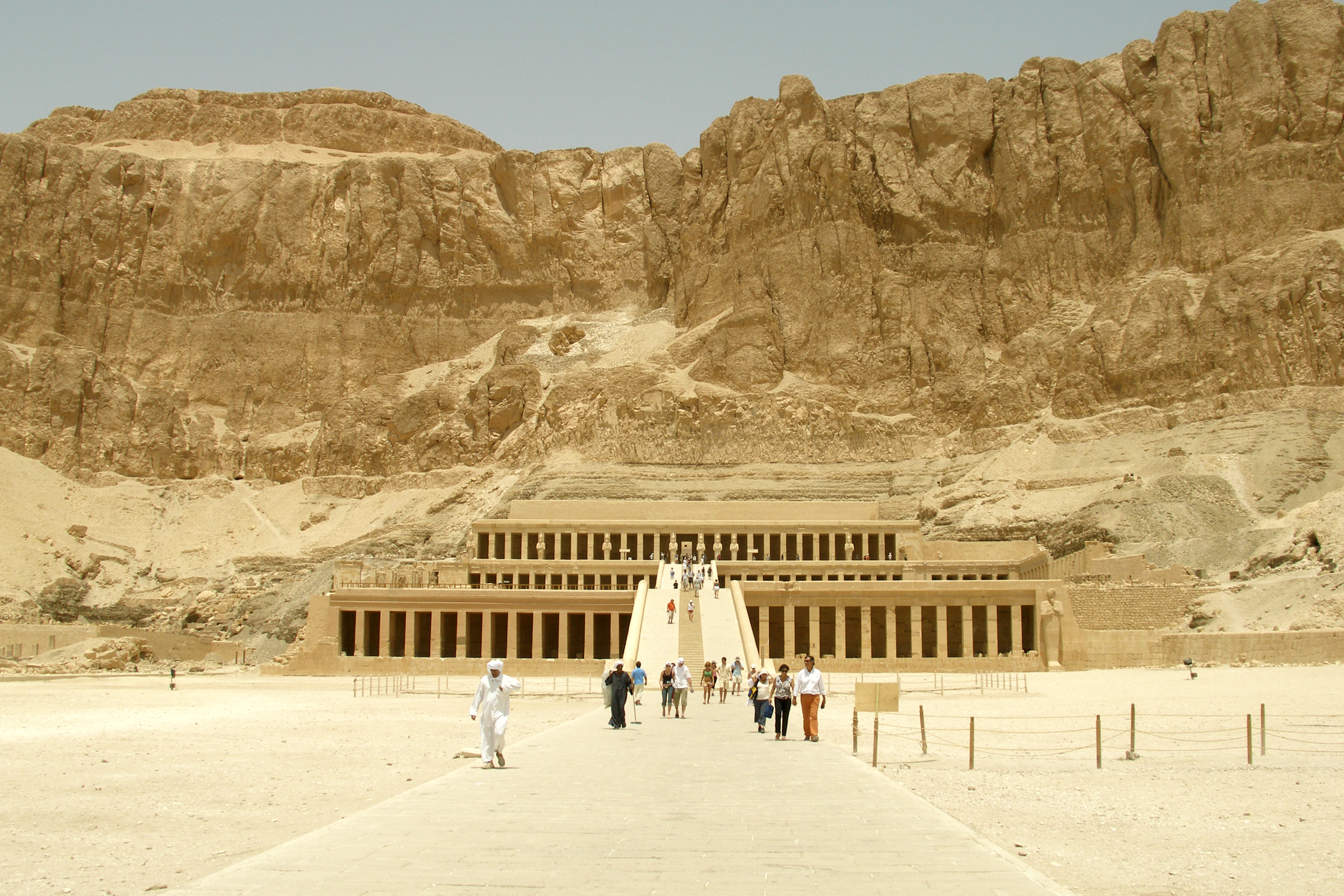
заупокійний храм Хатшепсут

Завойовницька експансія дещо послабла під час правління Хатшепсут. Цариця давала перевагу більш м'яким і хитрим діям. Замість завойовницького походу вона відправила в багатий благовонною смолою Пунт військово-торговельну флотилію, яка привезла численні подарунки в знак покірності тамтешніх правителів.
Хатшепсут була першою в історії жінкою-фараоном. За її правління розвертається широке будівництво храмів і пам'ятників по всьому Єгипту. Разом із зведенням нових архітектурних споруд, відновлювалися і ті, які животіли в роки гіксоського засилля. Були остаточно відновлені і значно розширені святилища в Карнаці і Луксорі. У Карнаці було зведено «Червоне святилище» для церемоніального човна Амона; було споруджено VIII пілон, а також розширений храм Мут.
Найбільш відомим і красивим архітектурним пам'ятником епохи Хатшепсут є її заупокійний храм в Дейр ель-Бахрі — Джесер-Джесеру («Свята святих»). Архітектором цього прекрасного храму був Сенмут — мудрий візир Єгипту і, можливо, коханець цариці. Храм цей багато в чому повторював набагато менший храм Ментухотепа I, побудований тут же в епоху Середнього царства.

### Тутмос ІІІ
На 21-му році свого правління (якщо рахувати початок його років правління із смерті його батька) Тутмос III відновив себе у владі, і став царем замість своєї нелюбої тітки-узурпаторки, якою він вважав Хатшепсут. Відразу ж після сходження на престол, Тутмос III став позбавлятися від будь-яких згадок про Хатшепсут, і наказав переробити всі пам'ятники у Єгипті. Єгиптологи вбачають в цьому знищенні імен Хатшепсут у країні два сенси:
- перший, найпоширеніший в історіографії, говорить про те, що Тутмос III знищував згадки про свою тітку через ненависть до неї, через те, що вона захопила трон, що належав йому по праву, і не допускала його до нього;
- друга теорія будується на менталітеті стародавніх єгиптян, і є більш ймовірною. Згідно з цією теорією, Тутмос знищував імена Хатшепсут за наполяганням своїх придворних з тим, щоб восторжествувала маат (істина), і Єгипет не піддався б карі небесній. За маат правити Єгиптом може тільки Хор — чоловік, але ніяк не жінка. Тому, щоб не порушувати уселенського порядку маат потрібно було видалити записи про те, що Єгиптом якийсь час правила жінка.

Ставши повновладним і одноосібним правителем Єгипту, Тутмос приступив до активної військової політики. Він зібрав військо, чисельністю (за різними оцінками) від 10 до 25 тисяч чоловік і виступив походом проти повсталих проти єгипетського владицтва народів Азії. Повсталі народи Сирії і Палестини очолювані правителем фортеці Кадеш сподівалися на те, що в результаті зміни правителів усередині країни, Єгипту буде не до своїх азійських васалів. Проте, новий цар вирішив не давати приводу для сепаратизму і покарати повсталих.

Карта Єгипетської імперії за часів правління Тутмоса ІІІ

Вибравши найшвидший, але, разом з тим, небезпечний шлях, він протягом 21 дня провів своє військо до опорного пункту повсталих — фортеці Мегіддо. У цьому поході Тутмос проявив себе і як сміливий воїн, і як блискучий полководець, що особисто керував своїми військами і особисто беручи участь в битві. Об'єднана сирійсько-палестинська армія була розбита і відступила, сховавшись за
фортечні стіни Мегіддо. Проте, фортецю не вдалося узяти відразу ж. Почалася облога фортеці. Навколо мурів Мегіддо були зведені облогові стіни. Багато азійських князів зрозуміли, що Єгипет сильний при Тутмосі III так само, як і при попередніх фараонах, і з ним краще не сперечатися: деякі з них стали приходити до Тутмоса, приносячи йому данину і виявляючи покірність. Опір тих, що сховались у фортеці, вдалося зломити лише через сім місяців, — тільки після того, як у фортеці став відчуватися брак продуктів харчування. Мегіддо довелося здати. В результаті Тутмос III, як повідомляють джерела, узяв в полон 330 азійських князів, що посміли повстати проти влади Єгипту. Після узяття клятви вірності Тутмос благородно відпустив їх додому. Військова контрибуція склала більше 900 колісниць, 2 000 коней, 2 000 голів великої рогатої худоби і 20 000 голів дрібної.
Крім того, до Єгипту були взяті діти і родичі багатьох азійських князів. Така практика відома впродовж всього Нового царства: єгипетський фараон бере до Єгипту спадкоємців якого-небудь азійського князя, і це служить заставою його вірності Єгипту.
В цілому, в результаті цього, першого азійського походу Тутмоса III він підпорядкував 119 міст і селищ, а територія єгипетської експансії тягнулася на півночі тепер аж до півдня Фінікії і Дамаску.

### Аменхотеп II
Наступником Тутмоса III став його син, Аменхотеп II Аахеперура від дружини Мерітра. Відразу після вступу на престол він відправився в похід, щоб придушити заколоти в Сирії і Палестині. Результатом стала смерть семи правителів міст-заколотників. Їх тіла повісили на носі царського корабля. 100 тисяч воїнів і мирних жителів було забрано в рабство. Не меншою жорстокістю відрізнялись і інші походи фараона. Тепер правителі підвладних Єгипту земель не наважувались протистояти завойовникам, даючи перевагу відкупатися багатими дарами.
Серед єгиптологів склався образ Амехотепа II як фараона-силача і спортсмена. Є свідоцтва про те, що цар володів небаченою фізичною силою. Так, наприклад, він міг наскрізь прострелити металеву ціль шириною в долоню. Його улюблений лук, який, за переказами, міг натягнути тільки він, був похоронений разом з ним і знайдений єгиптологами в його гробниці № 35 в Долині Царів.

### Тутмос IV
Спадкоємцем Аменхотепа став Тутмос IV Менхеперура, що також відрізнився, як і його попередники, рядом вдалих військових походів і великомасштабним будівництвом. До наших днів дійшов цікавий переказ про сходження Тутмоса на престол. Одного разу він після полювання вирішив відпочити в тіні стародавніх Великих пірамід. Заснувши, він побачив сон, в якому до нього звертався Великий бог. Бог просив Тутмоса щоб той звільнив його від пісків, за що він обіцяв принцові трон Єгипту. Прокинувшись принц виконав прохання бога, і відрив засипаного пісками бога — Великого Сфінкса. Той, в свою чергу, як і обіцяв, зробив його царем Єгипту. На згадку про цей сон і розмову з богом Тутмос IV повелів створити стелу і повісити її біля передніх лап Сфінкса.

### Аменхотеп III
Спадкоємцем Тутмоса став Аменхотеп III Небмаатра, чиє правління було на рідкість мирним. Деякі дослідники вважаю, що Аменхотеп мало цікавився політикою, захоплюючись лише царськими забавами — полюванням, спортом, палацовими звеселяннями. Вельми висувається на перший план його дружина — Тія. Серед дослідників є думка, що саме вона займалася державними справами замість свого божественного чоловіка.
Тії народила чоловіку чотирьох доньок і, як мінімум, двох синів, одним з яких був майбутній Аменхотеп IV.
Все правління Аменхотепа III було мирним, за винятком придушення невеликого повстання в Нубії на 5-му році його правління. Азійськими провінціями, що ще не забули потужності єгипетської армії, цар управляв за допомогою дипломатичного листування. На 10-му році свого правління в цілях зміцнення відносин з Хатті (могутнім гравцем на азійській політичній сцені того часу), Аменхотеп III узяв в подружжя Гилукепу, дочку Шуттарни. Трохи пізніше він узяв собі в дружини сестру князя Тушратти. Проте, не зважаючи на всі старання дипломатів Аменхотепа, змови проти Єгипту, все ж таки, стали з'являтися. На чолі антиєгипетської коаліції встало азійське князівство Амурру. Втім, протягом всього правління Аменхотепа ця змова не змогла стати серйозною проблемою для Єгипту.
Епоха правління Аменхотепа III — це також і час великомасштабного будівництва. Він спорудив ряд храмів в Нубії, на Солебі збереглися рельєфи що повідомляють про це. Він перебудував невелику капличку в Луксорі в храм з красивою колонадою. При ньому реставруються і перебудовуються храми у всьому Єгипті.
У ель-Малькаті, що розташовується південніше Медінет-Абу фараон наказав відбудувати палац. Напроти палацу було вирито штучне озеро (Біркет-Абу), розміри його були близько 1 005 метрів завширшки і 2 500 метрів в довжину.
Був також відбудований поминальний храм Аменхотепа III, архітектором якого був Аменхотеп, син Хапу, великий мудрець тієї епохи. На сьогоднішній день від храму практично нічого не залишилося, за винятком двох великих статуй, які іменуються «Колоси Мемнона».
Після смерті Аменхотеп III був похоронений в Долині Царів, проте, мумія його досі не ідентифікована. Успадковував йому його малолітній син від Тії Аменхотеп IV.

### Аменхотеп IV
Приблизно через 5 років порівняно традиційного правління Аменхотеп приступає до релігійної реформи. Він переносить свою столицю в знов відбудовані місто — Ахетатон («Горизонт Атона»), міняє своє ім'я на Ехнатона («Бажаний Атону»), і проголошує Атона верховним богом. З часом Ехнатон постулював, що тільки Атон є дійсним і якнайдавнішим богом, за своєю зовнішністю у вигляді сонячного диска, а решта богів Єгипту — похідні від нього. У всій країні починаються гоніння на Амона-Ра і його жерців.
Кінець правління Ехнатона покритий непроникною таємницею. Невідомо чому, але його реформа провалилася, а сам він, видно, помер. Існує припущення, що він був отруєний, проте вбивство залишилось не доведеним. Мумію Ехнатона досі не знайшли.

### Сменхкара
Спадкоємцем Ехнатона став Сменхкара (1338—1336 роки до н. е.) — вельми загадкова фігура для єгиптологів. Цілком можливо, що Сменхкара продовжував курс Ехнатона і був прихильником атонізму. Проте, незабаром фіванська партія на чолі з жерцями Амона-Ра проголосила Тутанхамона дійсним фараоном Єгипту, і через нетривалий час, захопила всю владу в Єгипті.

### Тутанхамон
Тутанхамон (1336—1327 роки до н. е.), прийшовши до влади, починає реставрацію культу Амона-Ра і додає забуттю Атона і місто Ахетатон, столицею знову стають Фіви. Тутанхамон, як і його суперник Сменхкара, правив недовго. Помер він в результаті зараження, що виникло в результаті відкритої рани, отриманої їм на полюванні.

### Ай
Від Тутанхамона престол перейшов до Ая (1327—1323 роки до н. е.). Ай був нецарського походження, але був в споріднених зв'язках з Тутанхамоном. За однією з гіпотез, Ай був дідом Тутанхамона і його дружини Анхесенпамон. Він довгий час був візиром. При Ехнатоні Ай був ярим прихильником атонізма і, цілком імовірно, автором знаменитого «Гімну Атону». Після ж смерті Ехнатона, Ай перейшов на фіванську сторону, і став активним прихильником боротьби з атонізмом. Після сходження на престол Тутанхамона Ай став візиром при ньому. Після його смерті він, поховавши його як годиться цареві, забрав його престол. Серед єгиптологів існує теорія про те, що для легітимізації своєї влади Ай узяв в подружжя собі дружину Тутанхамона — Анхесенпамон, проте доказів для цього дуже мало. Єдиний доказ прихильників цієї гіпотези — це два поряд начертаних картуша Анхесенпамон і Ай на каблучці, виявленій в 1930-х роках.
Ай зійшов на престол у досить похилому віці, тому правив незначний час.

### Хоремхеб
Наступником Ая став Хоремхеб, який мав низьке походження. Зліт його кар'єри відбувся в роки правління Ехнатона. При Тутанхамоні ж Ай і Хоремхеб стали найголовнішими політичними фігурами Єгипту. Хормехеб в цей час займає пост воєначальника. Після смерті Ая на храмовому святі на честь Амона Хоремхеб за підтримки фіванських жерців був проголошений царем Єгипту, нібито за ініціативою самого бога.
Хоремхеб остаточно реставрував стару єгипетську релігію з Амоном-Ра на чолі. Крім того, він піддав сильному гонінню залишки атонізму. По всій країні почали вирізувати ім'я фараона-єретика Ехнатона, і його ім'я було заборонено вимовляти і писати. Ахетатон повністю спустів.
Хоремхеб правив не довго; можливо, що у нього не було синів, тому до кінця свого правління він призначив своїм співправителем немолодого візира Парамессу, який після його смерті став фараоном Рамсесом I і засновником нового, 19 царського дому.

## Підсумки
В результаті правління Ехнатона і його наступників Єгипет втратив більшу частину Сирії, а заворушення в Палестині загрожували втратою і цієї території. Боротьба з могутнім Хеттським царством, а також повернення Сирії і Палестини в склад Єгипту стали основним завданням нової XIX династії.